# Силсби (Тексас)
Силсби (енгл. Silsbee) град је у америчкој савезној држави Тексас. По попису становништва из 2010. у њему је живело 6.611 становника.

## Демографија
Према попису становништва из 2010. у граду је живело 6.611 становника, што је 218 (3,4%) становника више него 2000. године.
| Група             | 2000.         | 2010.         |
| Белци             | 4.127 (64,6%) | 4.206 (63,6%) |
| Афроамериканци    | 2.048 (32,0%) | 2.001 (30,3%) |
| Азијати           | 24 (0,4%)     | 39 (0,6%)     |
| Хиспаноамериканци | 153 (2,4%)    | 267 (4,0%)    |
| Укупно            | 6.393         | 6.611         |